# Osieczna (Pomerania)
Osieczna (ted. Hagenort) è un comune rurale polacco del distretto di Starogard, nel voivodato della Pomerania.
Ricopre una superficie di 123,26 km² e nel 2004 contava 2 756 abitanti.